# 레우스 공항

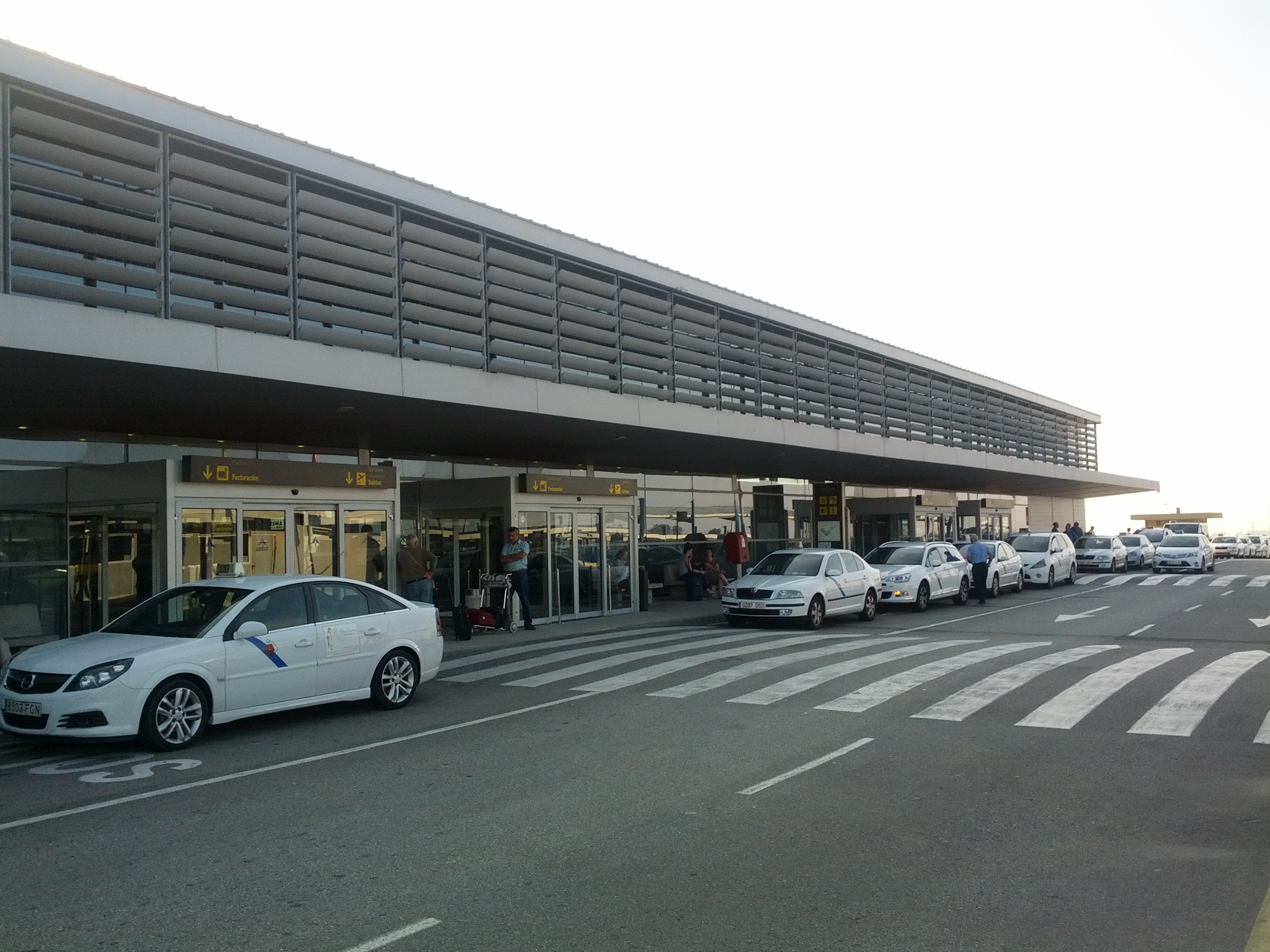

레우스 공항(Reus Airport, IATA: REU, ICAO: LERS)은 레우스시와 관련이 있는 도라다 해안에 위치한 공항이다. 스페인 카탈루냐 타라고나 중심부에서 약 8킬로미터 떨어진 곳에 위치해 있다.